# Das Grab des Mose
Das Grab des Mose ist der Name eines 3D-Adventure-Computerspiels, das von der Deutschen Bibelgesellschaft im Jahr 2005 herausgegeben wurde. Im Spiel begibt sich der Spieler auf eine Reise durch das biblische Land, um den verschwundenen Archäologen Professor Fog wiederzufinden. Auf seinem Weg muss er vielerlei Rätsel lösen sowie Schlüssel, Hebel, Geheimgänge und andere bedeutsame Gegenstände finden. Zeitgleich wird dem Spieler in Form von Visionen, Tonbandaufnahmen und Zettelbotschaften die biblische Exodus-Erzählung vermittelt, beginnend mit der Versklavung des Volkes Israel bis hin zum Tod Moses auf dem Berg Nebo.

## Handlung
Dem berühmten Archäologen Professor Aegidius Fog ist der Durchbruch gelungen: Nach vielen Jahren der Recherche und Spurensuche kann er die Entdeckung des Grabs des Mose vermelden. Doch schon kurz nach Bekanntgabe dieser sensationellen Nachricht verschwindet er scheinbar spurlos.
Nachdem der Spieler vom Verschwinden des Professors erfährt, begibt er sich zu dessen letzter Wohn- und Arbeitsstätte, einer alten Fabrikhalle, die zu einem Theater umfunktioniert wurde. Hier startet die Reise des Spielers. Durch das Lösen von Rätseln und Finden von Gegenständen, Schlüsseln, Hebeln und Geheimgängen gelangt der Spieler immer weiter auf seiner Reise von einem Level zum nächsten Level.
Das Spiel besteht insgesamt aus 7 Levels, wobei jedes Level an einem anderen Ort spielt. Von der alten Fabrikhalle in Level 1 gelangt der Spieler über das Katharinenkloster am Sinai (Lvl. 2), eine archäologische Ausgrabungsstätte (Lvl. 3), die verlassene Bibliothek von Alexandria (Lvl. 4), den Felsendom in Jerusalem (Lvl. 5) und das Schatzhaus der Felsenstadt Petra in der Wüste (Lvl. 6) bis hin zum Grab des Mose (Lvl. 7). Dort findet er Professor Fog, der sich auf eigene Initiative zur Grabstätte des Mose begeben hatte, aber durch herabstürzende Balken im Grabraum schwer verletzt wurde, weshalb er tagelang am Grab festsaß.

## Spielprinzip und Technik
Bei Das Grab des Mose handelt es sich um das erste biblische 3D-Adventure-Computerspiel. Der Spieler erlebt das Spielgeschehen aus der Egoperspektive und kann sich frei im dreidimensionalen Raum bewegen. Gegenstände (auch Items genannt) können im Inventar mitgeführt werden und später an geeigneter Stelle eingesetzt oder platziert werden.

## Rezeption
Livenet bewertete das Spiel im Jahr 2006 als „beeindruckend“ hinsichtlich der „liebevollen und detailreichen Darstellung der Handlungsorte“ und sah in ihm einen Beweis dafür, dass „auch ein Computerspiel mit biblischem Inhalt spannend sein kann.“
Die Internetseite Lehrerbibliothek beschrieb das Spiel als „begeisternd“ und „auch für den Religionsunterricht gut einsetzbar“. Bei Das Grab des Mose handle es sich um „einen sehr gelungenen Versuch, die wichtigsten Stationen der Exodus-Geschichte rund um Mose mit Neuen Medien aufzuarbeiten“, das Spiel sei „eine echte Kaufempfehlung wert.“